# Eleccions d'Israel
Llista de les eleccions legislatives d'Israel:
- Eleccions legislatives d'Israel de 1949
- Eleccions legislatives d'Israel de 1951
- Eleccions legislatives d'Israel de 1955
- Eleccions legislatives d'Israel de 1959
- Eleccions legislatives d'Israel de 1961
- Eleccions legislatives d'Israel de 1965
- Eleccions legislatives d'Israel de 1969
- Eleccions legislatives d'Israel de 1973
- Eleccions legislatives d'Israel de 1977
- Eleccions legislatives d'Israel de 1981
- Eleccions legislatives d'Israel de 1984
- Eleccions legislatives d'Israel de 1988
- Eleccions legislatives d'Israel de 1992
- Eleccions legislatives d'Israel de 1996
- Eleccions legislatives d'Israel de 1999
- Eleccions legislatives d'Israel de 2003
- Eleccions legislatives d'Israel de 2006
- Eleccions legislatives d'Israel de 2009
- Eleccions legislatives d'Israel de 2013
- Eleccions legislatives d'Israel de 2015
- Eleccions legislatives d'Israel d'abril de 2019
- Eleccions legislatives d'Israel de setembre de 2019
- Eleccions legislatives d'Israel de 2020
- Eleccions legislatives d'Israel de 2021
- Eleccions legislatives d'Israel de 2022

## Eleccions directes del Primer Ministre d'Israel
- Eleccions directes del Primer Ministre de 1996
- Eleccions directes del Primer Ministre de 1999
- Eleccions directes del Primer Ministre de 2001